# 中央人民政府人民革命军事委员会
中央人民政府人民革命军事委员会，简称中革军委，是1949年10月1日（中华人民共和国中央人民政府成立）至1954年9月27日（中华人民共和国国防委员会成立）期间中华人民共和国“国家军事的最高统辖机关”，中央人民政府主席毛泽东兼任该委员会主席。
中革军委存在时，不存在单独的中国共产党的最高军事领导机关。这与后来中共中央军委、国防委员会并存，再后来中共中央军委、国家中央军委并存的状况不同。

## 法律规定
中华人民共和国中央人民政府组织法
第四章　人民革命军事委员会
- 第二十三条　人民革命军事委员会统一管辖并指挥全国人民解放军和其他人民武装力量。
- 第二十四条　人民革命军事委员会设主席一人，副主席若干人，委员若干人。
- 第二十五条　人民革命军事委员会的组织及其管理和指挥系统，由中央人民政府委员会制定之。

## 组成人员
- 主席：毛泽东（1949年10月1日中央人民政府委员会第一次会议通过任命）

- 副主席
  - 朱德、刘少奇、周恩来、彭德怀、程潜（1949年10月19日中央人民政府委员会第三次会议通过任命）
  - 后增补副主席
    - 林彪、高岗（1951年11月5日中央人民政府委员会第13次会议通过任命）
    - 刘伯承、贺龙、陈毅、罗荣桓、徐向前、聂荣臻、叶剑英（1954年6月19日中央人民政府委员会第32次会议通过任命）

- 委员：贺龙、刘伯承、陈毅、林彪、徐向前、叶剑英、聂荣臻、高岗、粟裕、张云逸、邓小平、李先念、饶漱石、邓子恢、习仲勋、罗瑞卿、萨镇冰、张治中、傅作义、蔡廷锴、龙云、刘斐（1949年10月19日中央人民政府委员会第三次会议通过任命）
  - 后增补委员：徐海东（1954年6月19日中央人民政府委员会第32次会议通过任命）

## 机构设置
中央人民政府人民革命军事委员会采用混合型领导体制，所属业务机构分为两类：
- 直属军委的部：先后有作战部、情报部、技术部、联络部、军事训练部、军事学校管理部、通信部、人民武装部、军务部、军械部、军事建筑部、财务部、民用航空局、气象局、军事运输司令部等等。正式名称均为“中央人民政府人民革命军事委员会某某部（局）”。军委直属各部的工作均由中央人民政府人民革命军事委员会总参谋长、副总参谋长直接领导和协调。[2]
- 下设有二级部的各总部：[2]
  - 总政治部：随军委成立。
  - 总干部管理部：随军委成立。
  - 总后方勤务部：随军委成立。1951年9月，总后方勤务部所属的军械部改为军委直属，统管全军军械工作。1954年1月26日，总后方勤务部所属的财务部改为军委直属。[2]
  - 总情报部：1950年12月10日成立，原直属军委的情报部、技术部、联络部改为总情报部下属的二级部。[2]
- 中央军委兵工委员会（简称中央兵工委员会）：1951年1月，中共中央批准成立。周恩来总理兼任主任，代总参谋长聂荣臻、中央财经委员会副主任李富春为副主任。空军司令员刘亚楼、海军司令员萧劲光、军委装甲兵司令员许光达、军委炮兵司令员陈锡联、军委总后勤部部长杨立三、重工业部代部长何长工、兵工办主任刘鼎、李涛、宋劭文等九人为委员，雷英夫为秘书长。中央军委兵工委员会的成立，改变了此前兵器工业由各大行政区分散管理的状况。1951年4月，政务院第八十次会议决定在重工业部下成立兵工总局（其前身为兵工办公室），统一管理全国兵器工业，并受中央军委兵工委员会领导，刘鼎兼任局长。兵工委员会负责确定兵工建设的方针与原则，重工业部兵工总局则负责组织军队武器装备的生产。
- 航空工业管理委员会：为加强对航空工业建设的领导，1951年4月17日中央人民政府革命军事委员会和政务院颁发《关于航空工业建设的决定》，成立航空工业管理委员会，置于军委领导之下，以聂荣臻、李富春、刘亚楼、何长工、段子俊、马文为委员。聂荣臻为主任，李富春为副主任。

1954年至1955年，逐渐确立“军委——总部——二级部”体制，原直属军委的部中除军械部、财务部分别升格为中国人民解放军总军械部、中国人民解放军总财务部外，其他大部分成为中国人民解放军总参谋部的二级部，名称也改为“中国人民解放军总参谋部某某部”。